# Schloss Reichenberg (Odenwald)
Das Schloss Reichenberg befindet sich in Reichelsheim im Odenwald auf dem nordöstlich des Ortes gelegenen Reichenberg (311,9 m ü. NHN), einem Basaltkegel, der etwa 100 m über den Ort aufragt.
Es ist kein eigentliches Schloss, sondern die Burgruine einer Höhenburg, deren Palas und Gebäude der Vorburg heute wieder genutzt werden und sich in Privatbesitz befinden.

## Geschichte

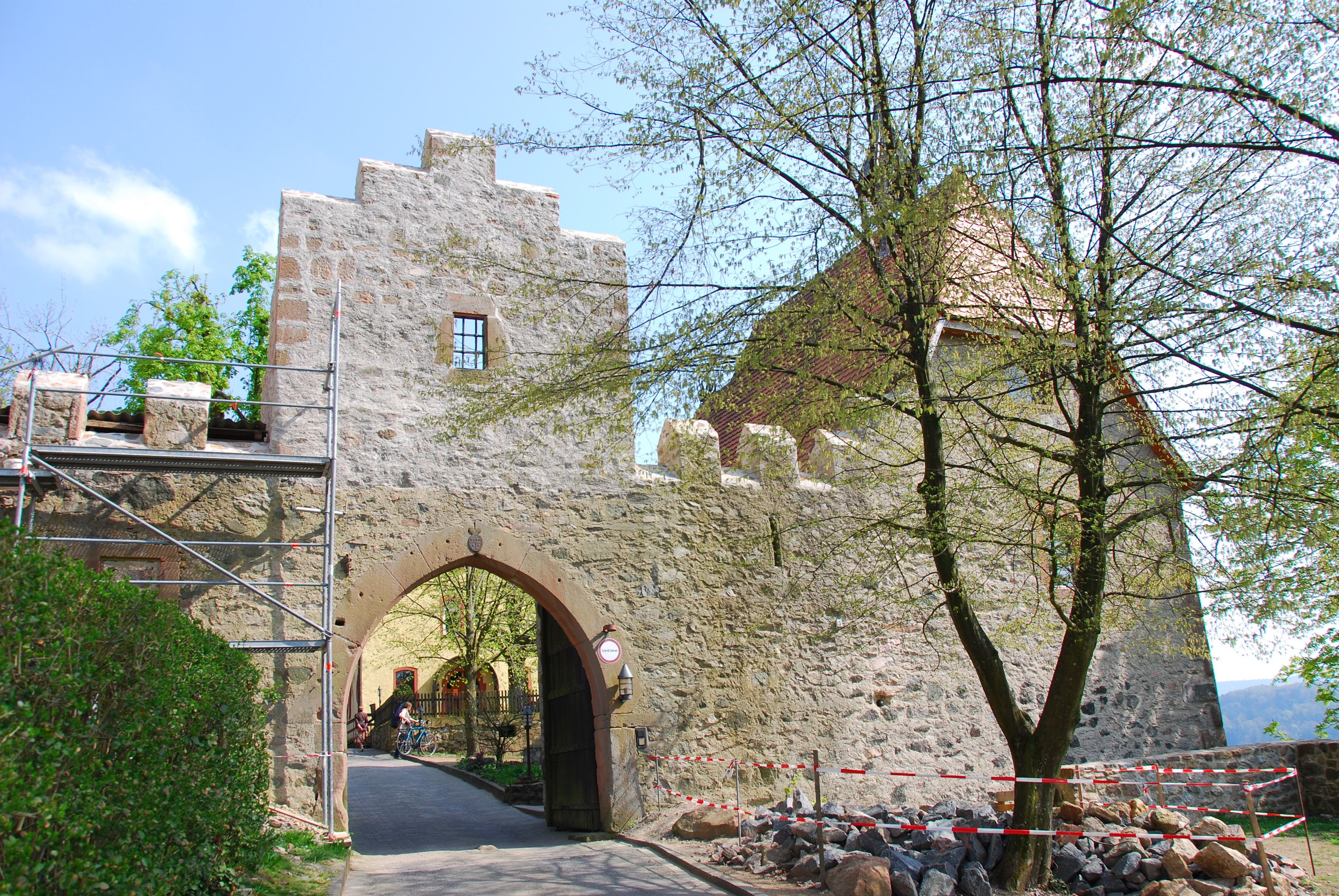
Eingang zur Vorburg

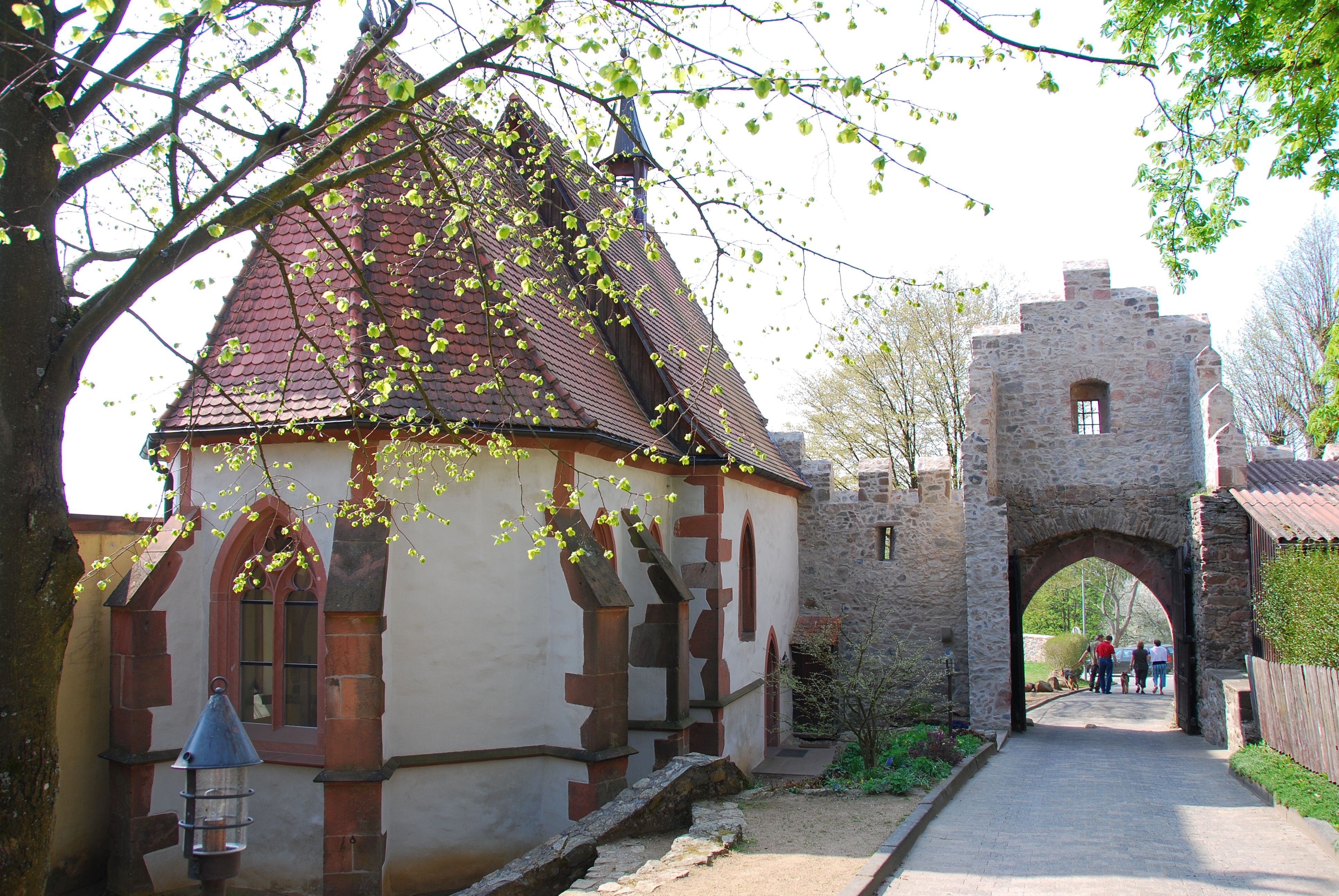
Die gotische Michaelskapelle neben dem Schlosstor

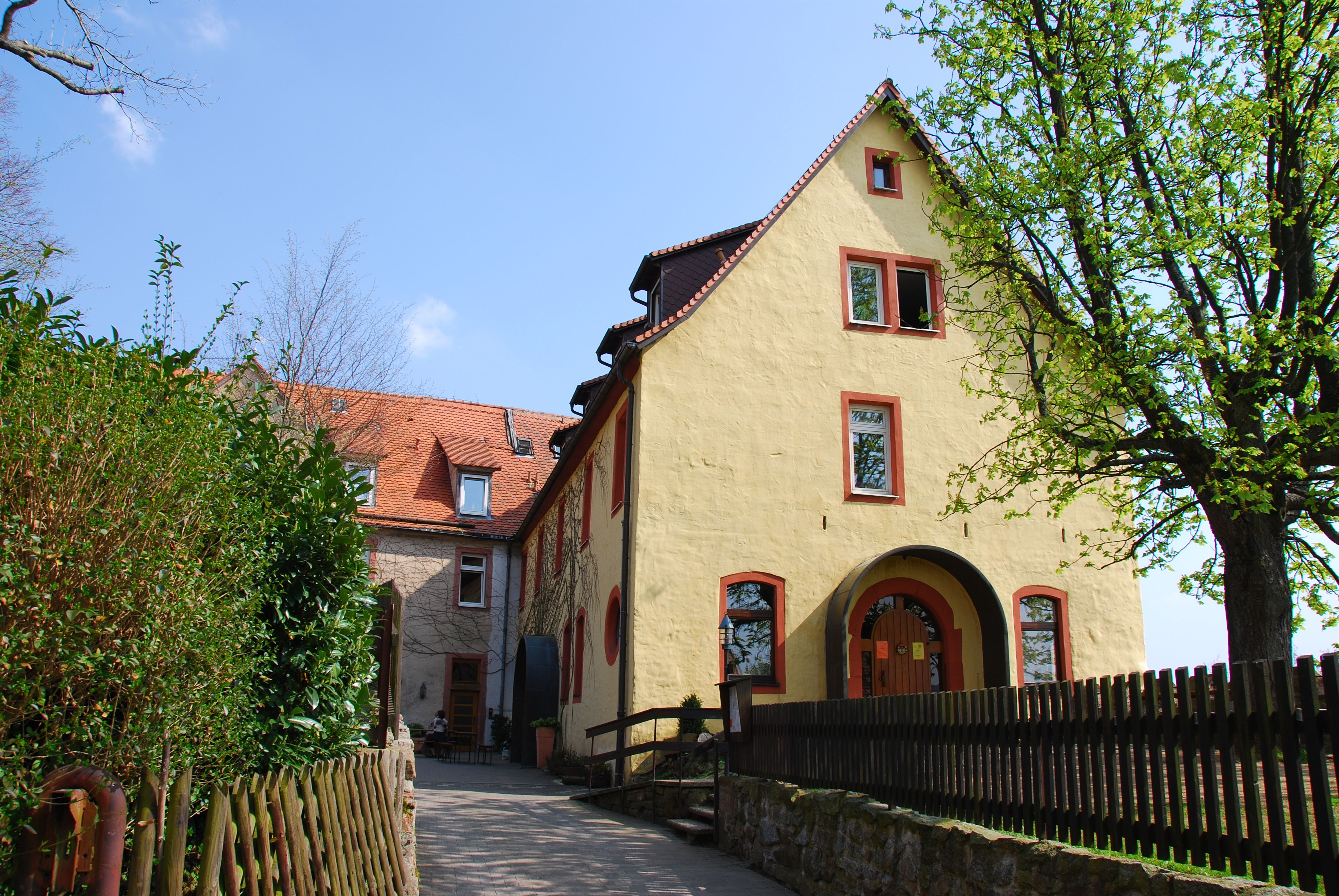
Schlosscafé und Tagungszentrum

Nach einer Quelle soll die erste Burg von den Herren von Crumpach um 1150 erbaut worden sein. Kurz nach 1200 ging das Gebiet um Reichelsheim an die Schenken zu Erbach. Der Erbacher Schenk Johann I. (gest. 1296) soll die Burg nach anderer Quelle zwischen Mitte und Ende des 13. Jahrhunderts erbaut haben. Aber schon sein Vater Eberhard III. Schenk von Erbach (gest. 1256) wird 1251 als zu Reichenberg urkundlich. Um den 8. Dezember 1307 wird die Burg Reichenberg erstmals als „burg zu Richenburg“ urkundlich erwähnt. Schenk Eberhard von Erbach und Schenk Eberhard Rauch von Erbach schlossen hierin einen Burgfrieden. Die Einigung hielt vierzehn Jahre vor, ehe erneut aufgrund einer Sühne wegen der „Burg zu Rychenburg“ und anderer Güter Frieden geschlossen wurde. Ursache der Zwiste war die Ende des 13. Jahrhunderts erfolgte Aufspaltung der Schenken von Erbach in zwei Hauptlinien, deren eine auf der Burg residierte. Die Burg aber blieb gemeinsamer Besitz. Die Burg war Namensgeber und Amtssitz des Amtes Reichenberg.
Im späten 14. Jahrhundert fanden Erweiterungen im Osten und Süden statt, dabei entstand die Vorburg mit mehreren Wirtschaftsgebäuden im Osten und der gesicherte Aufgang südlich der Kernburg an deren Tor sich die gotische Michaelskapelle als Teil der äußeren Wehrmauer anlehnt. Erbauer der Kapelle war der fromme Schenk Eberhard X. und seine Frau Marie von Bickenbach, deren Sohn Dietrich auf der Burg aufwuchs und 1434 Erzbischof von Mainz und Kurfürst wurde. Ein weiterer Sohn war Philipp Schenk von Erbach († 1467), Benediktiner-Abt des Klosters Weißenburg im Elsass. „Da Teile des Archivs der Grafen von Erbach in Darmstadt in der Bombennacht am 11./12. September 1944 verbrannt sind, weiß man wenig über die Kapelle von Schloss Reichenberg“. Bald nach der Reformation wurde die Kapelle als Gotteshaus aufgegeben und verfiel. Erst Ende des 20. Jahrhunderts (1947 mit provisorischem Dach ausgerüstet) wurde die Kapelle restauriert, erstrahlt heute wieder in neuem Glanz und wird seit ihrer Wiedereinweihung 1988 wieder als Gottesdiensthaus verwendet.
Im Bayrisch-pfälzischen Erbfolgekrieg blieb auch das Erbacher Territorium als Vasall der Kurpfalz, trotz benannter Neutralität, nicht von kriegerischen Handlungen verschont. 1504 belagerte Landgraf Wilhelm von Hessen die Burg. Nach der Drohung des Burgkommandanten die Töchter Erasmus von Erbach auf die Mauern zu stellen, wurde die Belagerung abgebrochen. Einer Belagerung mit Artillerie und Feuerwaffen hätte die Burg nicht standhalten können und das Schicksal der damaligen Burg Schönberg geteilt.
Zu Beginn des 16. Jahrhunderts wurde der alte Bergfried abgebrochen und der Palas als Krummer Bau erweitert. Ein Ziehbrunnen im Innenhof weist das Wappen derer von Erbach und der Pfalz sowie die Jahreszahlen 1557 und 1567 auf. Seit 1531, mit Erlöschen der Michelstädter Linie der Schenken zu Erbach, gehörte die Burg dem späteren Reichsgrafen Schenk Eberhard XIII, der sie im Renaissancestil umbauen ließ. Die Burg überstand am Sonntag, dem 23. Juni 1622, während des Dreißigjährigen Krieges einen Angriff marodierender Kroaten und Franzosen. Obwohl die Burg 1723 erneut umgebaut wurde, blieb sie nur bis 1731, nun meist Schloss Reichenberg genannt, Residenzsitz. Zu dieser Zeit übersiedelte Graf Georg Wilhelm nach Erbach, in das neuerbaute Schloss um. Noch auf einem Bild von 1804 zeigte sich das Schloss in gutem Zustand. Bereits 1825 wurde aber auch das Amtshaus in den Ort Reichelsheim verlegt, das Schloss verfiel zusehends und wurde als Steinbruch benutzt.
Das ehemalige Amtshaus wurde im 19. und 20. Jahrhundert Sitz einer Knaben-Erziehungsanstalt. Diese „Erziehungsanstalt“ wurde von dem bekannten Odenwälder Pfarrer Georg Anthes (* 15. Februar 1821; † 22. März 1901) im Jahr 1875 gegründet und 1894 an seinen zweitältesten Sohn übergeben. Als „Deutsche Familien-Schule Schloss Reichenberg“ war sie Ausbildungsort von Söhnen reicher Familien aus ganz Europa. 1923 im Zuge der Inflation musste sie endgültig geschlossen werden.
1924 wurde Schloss Reichenberg von Jakob Siefert aus Reichelsheim gekauft, dem es auch zu verdanken ist, dass der Krumme Bau vor dem endgültigen Verfall gerettet werden konnte und der im ehemaligen Amtsbau eine Pension einrichtete. 1963 an die Deutsche Bundespost verkauft, nutzte diese es als Erholungsheim. 1979 erwarb die Offensive Junger Christen (OJC) Teile der Anlage und baute sie in eine internationale Begegnungs- und Tagungsstätte mit einem öffentlichen Schlosscafé um.
Schloss Reichenberg ist der Geburtsort des deutschen Mediziners und Botanikers Christian Gottfried Daniel Nees von Esenbeck, der dort am 14. Februar 1776 geboren wurde.

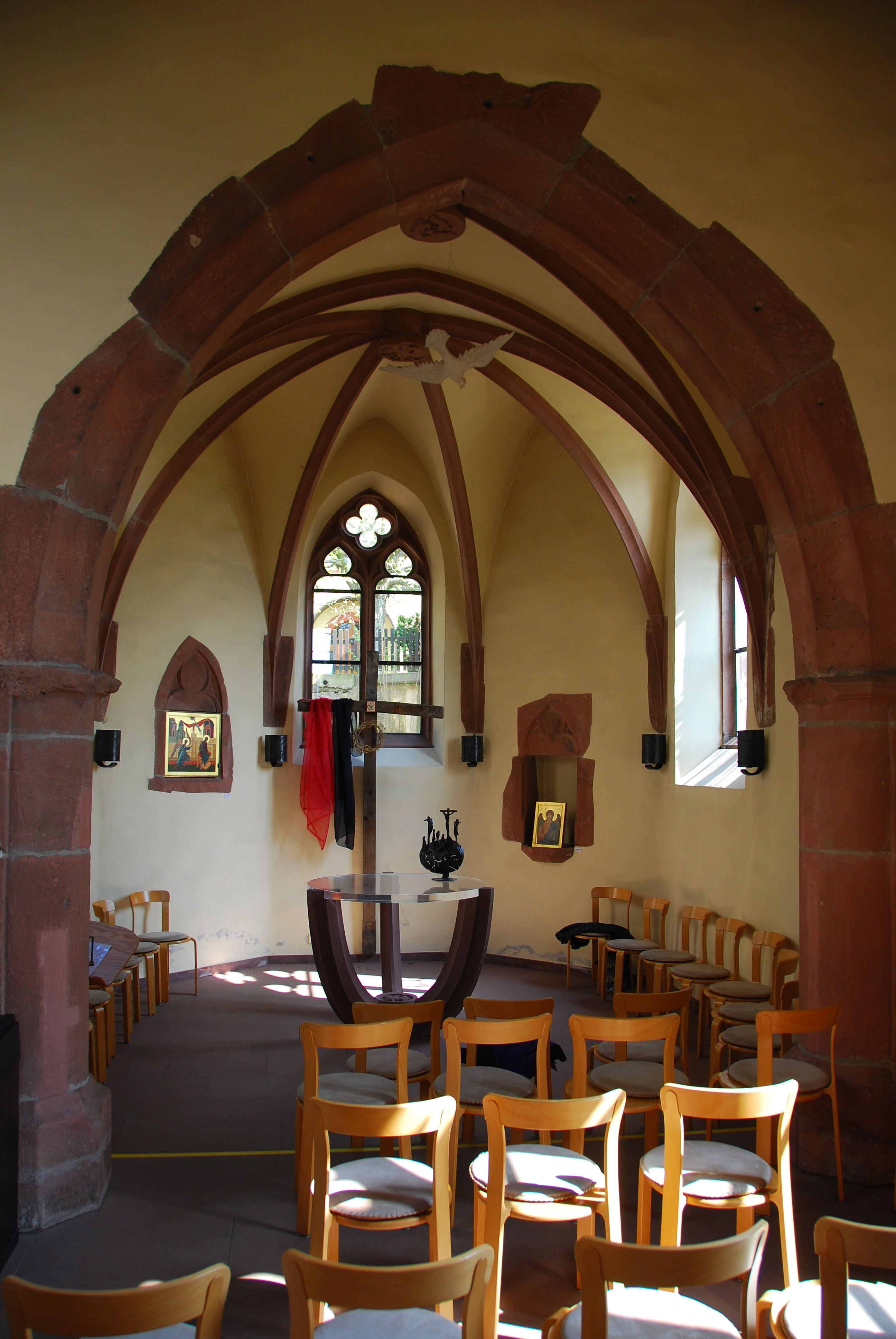
Innenraum der Michaelskapelle am Karfreitag

## Michaelskapelle
In der Kapelle wird der historische Bau mit modernen Ausstattungsdetails verbunden. Die Sandsteinarbeiten (Maßwerk, Gewölbe, Schlusssteine und Altar) wurden durch den Steinmetz und Bildhauer Erich Schneider restauriert. Einer der Schlusssteine stellt drei Hasen dar, die durch nur drei Ohren verbunden sind und die Dreifaltigkeit symbolisieren. Der andere Schlussstein zeigt einen Pelikan, ein urchristliches Symbol für die aufopfernde Liebe. Im Jahr 2014 gestaltete der Glaskünstler Robert Münch die Fenster der Kapelle zu den Themen Dankbarkeit, Versöhnung, Liebe, Auferstehung, Gebote, Mission, Himmlisches Jerusalem und Christus, das lebendige Wasser.

## Heutige Nutzung
Seit 1994 gehört das komplette Schloss der OJC. Diese hat auch die gotische Michaelskapelle restauriert. Im Mai 2011 wurde der von der OJC restaurierte historische Rittersaal im Krummen Bau des Schlosses eingeweiht, der 2006 wiederentdeckt worden war. Neben der Nutzung als Tagungs- und Begegnungsort durch die die ökumenische Kommunität gibt es dort das religionspädagogische Erfahrungsfeld Wege zum Leben in Form eines Erlebnisparcours für Schulklassen, Konfirmanden, Jugend-, Gemeindegruppen und Familien.

## Archäologische Ausgrabungen
Die kontinuierliche Instandsetzung der Anlage ergibt immer wieder Überraschungen. 2011 stießen Bauarbeiter im östlichen Teil des Zwingers auf Fundamente, die sich als der Sanitärtrakt des Schlosses darstellten, deren Ausgrabung einen Einblick in die Zeitgeschichte des Schlosses bis ins 17. Jahrhundert zurück ermöglichen wird. Archäologen konnten teilweise sogar ganze Stücke wiederherstellen. Neben dem alltäglichen Steinzeug fand sich zum Beispiel echtes chinesisches Porzellan, aber auch einfache Tonware aus dem Raum Frankfurt und Hanau, die zwar mit chinesischen Motiven verziert war, deren Glanz aber nur durch eine gebrannte aufgebrachte Zinnglasur erreicht wurde. Zerbrochene Gläser aus dem ausgehenden 17. und dem 18. Jahrhundert vervollständigen das Bild, deren verschiedene Formen sich durch die wechselnden Moden der Zeit gut zuordnen lassen. Reste von Weinflaschen, abgebrochene Verzierungen eines Kachelofens und Reste niederländischer blau gemusterter Fliesenwaren ergänzen das Bild der Vergangenheit. Neben dem Handgriff eines Fächers fanden sich auch jede Menge Tierknochen, die zeigen, dass die Feudalherren eine eiweißreiche Kost hatten.

## Ansichten
- Ansicht des Reichenbergs bei Reichelsheim, um 1820. Historische Ortsansichten, Pläne und Grundrisse.  In: Landesgeschichtliches Informationssystem Hessen (LAGIS).
- Radierung: Ansicht der Burg Reichenberg von Süden (Ausschnitt), 1892. Historische Ortsansichten, Pläne und Grundrisse.  In: Landesgeschichtliches Informationssystem Hessen (LAGIS).